# De Burcht (Londerzeel)

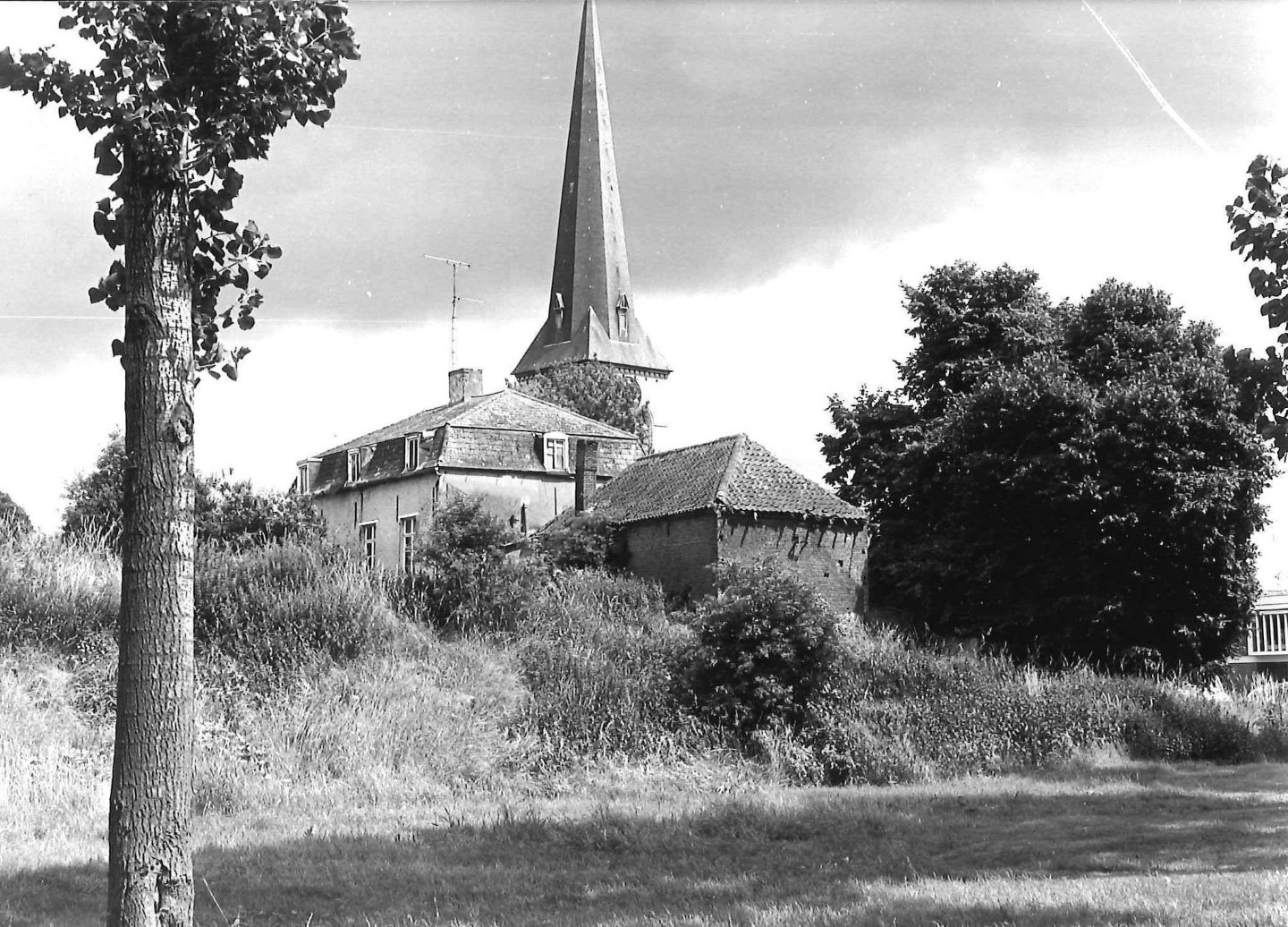
Motte en herenhuis

De Burcht is een herenhuis en middeleeuws burchtdomein in de Vlaams-Brabantse plaats Londerzeel,  gelegen aan Burcht 7.

## Geschiedenis
In de eerste helft van de 12e eeuw werd een motteburcht gebouwd door de familie Berthout. Het kreeg wisselende eigenaars en al in de 15e eeuw had het weinig betekenis meer.  In 1582 werd het verwoest door de troepen van Parma.
Nadien vond herbouw plaats zoals aangegeven op een tekening door Jan Acoleyen (1709-1710). Er was toen nog sprake van een opperhof en neerhof. Uiteindelijk bleef de motte nog over, maar van een kasteel was geen sprake meer. De omgrachting werd in de jaren '60 van de 20e eeuw gedempt.
Op het domein vindt men nog een herenhuis onder mansardedak met een 18e-eeuwse kern, dat in de 19e eeuw sterk gewijzigd is. Hierin werden jeugdverenigingen, een kinderdagverblijf en een medisch centrum gevestigd. De westzijde van het domein wordt begrensd door de Kleine Molenbeek.

## Middeleeuwse resten
In de bijbehorende schuur werd in 1982 een trap blootgelegd die leidt naar enkele met een tongewelf overkluisde kelders onder de motte die ouder is dan de 18e eeuw. Nabij de motte bevindt zich een bakstenen torenruïne welke deel uitmaakte van een kasteel en einde 13e eeuw werd gebouwd.